# Norbert Sauer (Produzent)
Norbert Sauer (* 20. September 1950 in Leverkusen) ist ein deutscher Filmproduzent.
Er ist seit Ende der 1970er Jahre als Produzent tätig, ab 1991 war er Geschäftsführer und Produzent bei der UFA Fernsehproduktion. Ab 2012 wurde er als freier Produzent für die Polyphon Film- und Fernsehgesellschaft tätig.

## Filmografie (Auswahl)
- 1981: Die zweite Haut
- 1992: Sie und Er
- 1992: Das große Fest (Fernsehfilm)
- 1994–2013: Ein starkes Team (Fernsehserie, 23 Folgen)
- 1994: Polizeiruf 110: Opfergang
- 1994: Rosa Roth – In Liebe und Tod (Fernsehreihe, Folge 1)
- 1995: Rosa Roth – Lügen (Folge 2)
- 1995: Der Sandmann
- 1995–2001: Balko (Fernsehserie, 88 Folgen)
- 2000: Die Polizistin
- 2000: Die Unbesiegbaren
- 2001–2009: Rosamunde Pilcher (Fernsehserie, 8 Folgen)
- 2004–2012: SOKO Leipzig (Fernsehserie, 40 Folgen)
- 2005–2013: Bella Block (Fernsehreihe, 14 Folgen)
- 2005: Schüleraustausch – Die Französinnen kommen
- 2005: Willenbrock
- 2005: Willkommen daheim
- 2005–2012: SOKO 5113 (Fernsehserie, 9 Folgen)
- 2006–2007: SOKO Rhein-Main (Fernsehserie, 14 Folgen)
- 2007: Die Frau vom Checkpoint Charlie
- 2008: 12 heißt: Ich liebe dich
- 2008: Ihr Auftrag, Pater Castell (Fernsehserie)
- 2009: Rosamunde Pilcher: Herzenssehnsucht
- 2009: Liebling, weck die Hühner auf
- 2009: Ein geheimnisvoller Sommer
- 2009: Die Päpstin
- 2011: Stilles Tal